# Zambo Salvito
Zambo Salvito (1838, Chicaloma-1870, La Paz) cuyo nombre real es Salvador Sea o Salvador Chico, es un personaje histórico de la ciudad de La Paz conocido por haber cometido diversos crímenes como robos, violaciones sexuales y asesinatos en el siglo XIX.  

## Primeros años
Salvador Sea nació en 1838 en Chicaloma, hijo de esclavos de una hacienda en Los Yungas. A sus siete años presenció el asesinato de su padre a manos de un capataz por ser acusado de robar dos cestos de coca. Por tal motivo, su madre decidió escapar de la hacienda y se trasladó con su hijo a la ciudad de La Paz en una condición económica precaria. A los pocos años su madre murió por pulmonía. Entonces el niño quedó a cargo de una señora conocida como "la Negra Rosa", quien había albergado a su madre y su hijo cuando ambos llegaron a la ciudad. Según algunas fuentes, fue esta mujer quien bautizó como Zambo Salvito a Salvador (zambo por negro e indio) y quien le transmitió al niño su odio a mestizos y blancos. De igual manera, se dice que esta mujer era permisiva con el mal comportamiento de Salvador. 

## Carrera delictiva y percepción social
A sus 15 años Zambo Salvito cometió su primer asesinato. Desde entonces, cometió varios crímenes e hizo de su guarida una cueva en la carrera entre La Paz y Los Yungas. Esta cueva era conocida en ese entonces como la cueva de los cinco dedos, dado que se asemejaba a un castillo con cinco torres. Específicamente, su refugio se encontraba en la zona La Jalancha, que era un paso obligatorio de arrieros y viajeros que transportaban mercaderías entre La Paz y Los Yungas. Si bien muchas personas temían a Zambo Salvito y su banda, muchas otras lo consideraban un benefactor de indígenas aymaras y de esclavos de ascendencia africana. Se dice que solo atacaba a blancos y mestizos, lo que significó que fuera odiado y admirado. 

## Muerte
A sus 33 años fue fusilado públicamente junto con su banda de asaltantes. Esto sucedió una noche del año 1870 en la plazoleta de Caja de Agua en La Paz, actualmente conocida como Plaza Riosinho. 

## Cueva del Zambo Salvito
La cueva de Zambo Salvito se ubica actualmente en el distrito 12 de la ciudad de La Paz, antes conocido como la zona de La Jalancha. En 1992 esta cueva fue convertida en un museo durante la gestión de Julio Mantilla, alcalde de la ciudad La Paz. En este lugar se exhibían objetos de la época en la que vivió Zambo Salvito, así como bienes personales del criminal. Entre los objetos que se podían encontrar en el museo se encontraba una corona que, dicen, Zambo Salvito se colocaba mientras cometía sus crímenes y una estatua del zambo realizada por Cristal Ostermann. El museo funcionó por un par de años y después fue abandonado, lo que derivó en que se convirtiera nuevamente en un refugió de antisociales y de personas sin casa.
En 2007, el Concejo Municipal de La Paz consideró factible la propuesta de los vecinos de Santa Rosa Cinco Dedos de convertir la cueva de Zambo Salvito en un lugar turístico que cuente nuevamente con un mueso y un mirador, aunque sin resultados. En 2024 en la gestión de Iván Arias, alcalde de La Paz, se emprendió la recuperación, limpieza y restauración de la cueva con el fin de reactivar este lugar como un atractivo turístico.

## Repercusión en el arte
La historia del Zambo Salvito fue llevada a diferentes obras de teatro. En 2018 el elenco boliviano Títeres Elway llevó a escena la obra titulada Zambo Sambito, la cual fue presentada en distintos países y se representó con títeres de guante y mesa. En 2024 la compañía boliviana dirigida por Hugo Pozo llevó al escenario la obra titulada Zambo Sambito y la presentó en la ciudad de La Paz.
La historia del Zambo Salvito fue rescatada por el escritor boliviano Antonio Paredes Candia en la novela titulada Zambo Salvito. Este libro fue publicado en 1982. La novela es utilizada por profesores bolivianos como una forma de enseñar el no consumo de alcohol y drogas.
En el ámbito musical se compusieron varias canciones basadas en la vida de Zambo Salvito. El grupo de música Zamacuco, el grupo Familia Valdivia y el grupo Axioma compusieron una canción que titularon "Zambo Salvito".